# Chiromantis simus
Espèce
Synonymes
- Chirixalus simus Annandale, 1915

Statut de conservation UICN

 LC  : Préoccupation mineure
Chiromantis simus est une espèce d'amphibiens de la famille des Rhacophoridae.

## Répartition
Cette espèce se rencontre du niveau de la mer jusqu'à 100 m d'altitude :
- en Inde en Assam et au Bengale-Occidental ;
- au Bangladesh dans la division de Chittagong.

## Publication originale
- Annandale, 1915 : Herpetological notes and descriptions. Records of the Indian Museum, vol. 11, no 19, p. 341-347 (texte intégral).